# Сборная Сингапура по хоккею с шайбой
Сборная Сингапура по хоккею с шайбой — хоккейная национальная сборная Сингапура. Является членом ИИХФ с 2008 года.

## История
Сборная дебютировала в хоккей 24 апреля 2008 против Макао.
В 2019 сборная Сингапура получила бронзовую медаль Азиатского кубка по хоккею.
В 2022 сборная встала на 47-е место в рейтинге сборных, чего хватило до перехода в 3 дивизион чемпионата мира.

## Достижения
- Бронзовая медаль Азиатских игр 2019[англ.]